# Lepus habessinicus
Lepus habessinicus là một loài động vật có vú trong họ Leporidae, bộ Thỏ. Loài này được Hemprich & Ehrenberg mô tả năm 1832.